# Cryptocephalini
Cryptocephalini (лат.) — триба жуков-листоедов из подсемейства скрытоглавов. Некоторые виды мирмекофилы и ассоциированы с муравьями. Например, Cryptocephalus morarei связан с муравьями Myrmica rugulosa и Pheidole;
Griburius и Pachybrachis связан с муравьями Atta; Isnus petasus, Coenobius macarangae и Cadmus macarangae с Crematogaster.

## Систематика
Триба насчитывает около 50 родов, 5 подтриб.

### Подтриба Achaenopina Chapuis, 1874
1 род
- Achaenops Suffrian, 1857

### Подтриба Cryptocephalina Gyllenhal, 1813
22 рода
- Aporocera Saunders, 1842
- Aulacothoracicus Watts, 2005[7]
- Bassareus Haldeman, 1849
- Cadmus Erichson, 1842
- Chariderma Baly, 1877
- Chloroplisma Saunders, 1847
- Cryptocephalus Geoffroy, 1762
- Diachus LeConte, 1880
- Jaxartiolus Jacobson, 1922
- Lachnabothra Saunders, 1847
- Lophistomus Weise, 1896
- Loxopleurus Suffrian, 1845
- Madacryptus Schoeller, 2007
- Melixanthus Suffrian, 1854
- Melatia Reid, 1998
- Rhombosternus Suffrian, 1859
- Schizosternus Chapuis, 1876
- Tappesia Baly, 1877
- Triachus LeConte, 1880
- другие

### Подтриба Monachulina Leng, 1920
19 родов
- Bucharis Baly, 1865
- Ditropidus Erichson, 1842
- Elaphodes Suffrian, 1859
- Euditropidus Lea, 1920
- Heptarthrius Suffrian, 1866
- Isnus Weise, 1898
- Lexiphanes Gistel, 1848
- Pleomorphus Chapuis, 1874
- Polyachus Chapuis, 1875
- Prasonotus Suffrian, 1859
- Stegnocephala Baly, 1877
- другие

### Подтриба Pachybrachina Chapuis, 1874
11 родов. Иногда в ранге отдельной трибы Pachybrachini Chapuis, 1874.
- Acolastus Gerstaecker, 1855
- Ambrotodes Suffrian, 1866
- Anodontelytrus?  Jacobson, 1917
- Anopsilus Jacobson, 1917
- Diandichus Chapuis, 1874
- Griburius Haldeman, 1849
- Mastacanthus Suffrian, 1852
- Metallactus Suffrian, 1866
- Mylassa Stål, 1857
- Pachybrachis Chevrolat in Dejean, 1837
- Sternoglosus Suffrian, 1866

### Подтриба Stylosomina Chapuis, 1874
7 родов
- Arnomus Sharp, 1876
- Atenesus Weise, 1923
- Leasia Jacoby, 1907
- Microsomus Burlini, 1957
- Platycolaspis Jacoby, 1908
- Semelvillea Reid, 1991
- Stylosomus Suffrian, 1848

### Другие
- Atenesus Weise, 1923
- Coenobius Suffrian, 1857
- Ditropidella Reid, 1998
- другие